# Pseudocella trichodes
Pseudocella trichodes är en rundmaskart som först beskrevs av Leuckart 1849.  Pseudocella trichodes ingår i släktet Pseudocella och familjen Leptosomatidae. Arten är reproducerande i Sverige. Inga underarter finns listade i Catalogue of Life.